# Rechenwerk Computer- & Technikmuseum Halle
Das RECHENWERK Computer- & Technikmuseum Halle ist ein privates Museum in Halle (Saale), das sich primär mit der Geschichte der Rechentechnik, Automatisierungstechnik und Elektronik in der DDR beschäftigt.

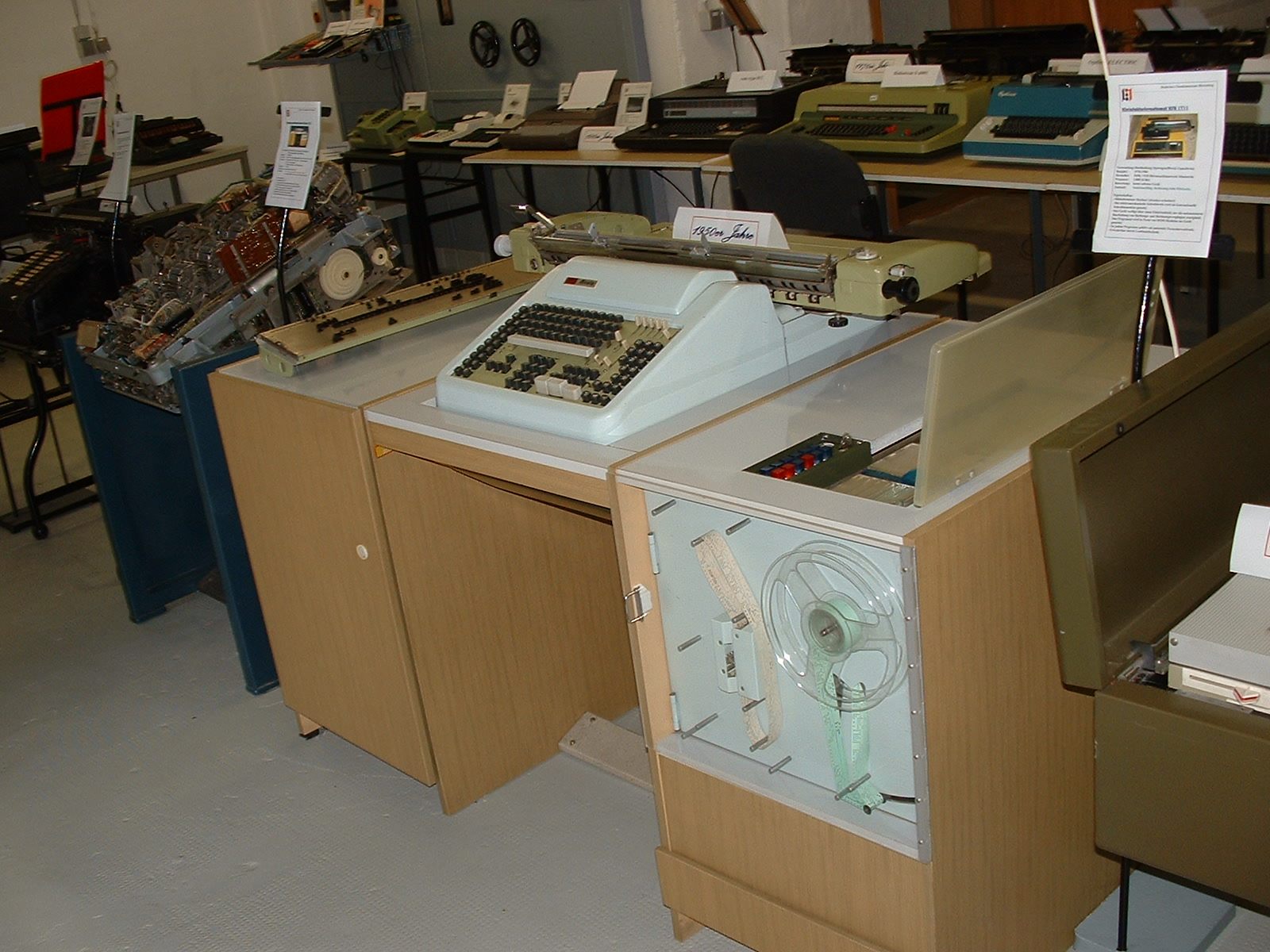
Buchungsautomat Astra Ascota 170 Chemnitz

## Zweck
Obwohl es auf dem Gebiet der ehemaligen DDR an vielen Orten Produktionsstätten und Einsatzorte von Computertechnik, mikroelektronischen Systemen sowie deren Vorläufern, den mechanischen Rechenmaschinen und Maschinensteuerungen, gab, haben sich nur wenige Museen dieses Thema zu ihrem Kernziel gemacht. Neben dem Rechenwerk sind dies das Automatikmuseum der HTWK Leipzig und das ZCOM in Hoyerswerda. Daneben gibt es einige weitere technische Museen und Sammlungen, die die lokale Rechentechnik als Teilgebiet bearbeiten oder ausgewählte Exponate aufgrund der geschichtlichen Verbindung zum Ort führen.
In der Ausstellung kann man die Geschichte der Rechentechnik erleben, beginnend bei einfachen mechanischen Addiermaschinen. Die gesammelten Geräte erinnern auch an den Pionier der mechanischen Rechentechnik Christel Bernhard Julius Hamann, der die ausgestellte Mercedes Euklid konstruierte. Zusammen mit seinem Mitarbeiter Heinrich Wilhelmi hat er zugleich wesentliche Grundlagen für diese Rechenmaschinen geschaffen, die bis in die 1960er Jahre produziert und erst dann durch elektronische Bürorechner abgelöst wurden. Wilhelmi hat weiterhin mit seinen Grundlagenarbeiten zum analogen elektronischen Rechnen (Doktorarbeit 1941) eine Basis für industrielle elektronische Rechen-, Regel- und Steuergeräte gelegt. Somit kann der Besucher auch die Brücke von den verschiedenen Generationen der Rechneranlagen und Personalcomputer bis hin zum kompletten Prozessleitsystem audatec auf Mikrorechnerbasis von 1990 nachvollziehen.
Die Museumsmannschaft, gebildet durch die digital Computer- & Elektronik Arbeitsgemeinschaft Halle und Helfern, hat sich zum Ziel gesetzt, so viele der Maschinen wie möglich wieder zu reparieren und damit „lebendig“ zu erhalten. Neben der Pflege der Exponate geht die Suche nach weiteren Geräten und historischen Unterlagen weiter.

## Geschichte
Der Gedanke an eine feste Techniksammlung geht auf die digital AG Halle zurück, die seit 1996 auf dem Gebiet der DDR-Computertechnik sammelt und forscht. Mit der Zeit wuchs der Bestand an Exponaten und Dokumentationsmaterialien allerdings so stark, dass nicht mehr nur ein Raum, sondern ein Gebäude gebraucht wurde. Seit 2005 arbeitete die digital AG Halle mit dem Deutschen Chemie Museum Merseburg zusammen und konnte vorhandene Räumlichkeiten nutzen. Allerdings stießen auch diese bald an ihre Grenzen. Außerdem war das Gebäude durch Umnutzungsentscheidungen auf Landesebene von akutem Abriss bedroht. Daher entschlossen sich die Mitglieder der digital AG Halle ab Anfang 2012 nach neuen Räumen im Großraum Halle/Leipzig zu suchen. Eine Lösung und ein damit verbundener (Rück-)Umzug nach Halle konnte im November 2013 in Form einer ehemaligen Kaufhalle gefunden werden. Eine thematisch wohlgegliederte Dauerausstellung auf mehreren hundert Quadratmetern soll das technische Wissen und die Leistungen früherer Ingenieure erhalten. Die offizielle Einweihung fand am 1. November 2014 statt.
Durch weiterhin anhaltenden Ausbau der Sammlung, u. a. durch Großgeräte, stellt sich seit Anfang 2015 erneut die Platzfrage. Derzeit versucht das Museumsteam durch „intelligentes Verdichten“ die Ausstellung auszubauen, ohne sie unbegehbar vollzustellen. Parallel wird an einem interaktiven Besucherführungssystem über WLAN gearbeitet.

## Sammlung
Die Sammlung umfasst rund 2000 Exponate, die auf der Homepage der digital AG Halle stichpunktartig, teilweise mit Fotos dokumentiert sind. An einem Ausstellungskonzept, in welchem die Exponate sinnvoll miteinander verbunden werden, wird gearbeitet.
Themengruppen
- mechanische und elektromechanische Rechen- und Buchungsmaschinen (1917–1975)
- elektronische Taschen- und Tischrechner
- Die Anfänge der elektronischen Kleinrechentechnik (ca. 1960–1975)
- elektronische Buchungsmaschinen (ca. 1975–1980)
- Kleincomputer (ca. 1980–1990)
- Lerncomputer und Bildungscomputer
- Arbeitsplatzcomputer
  - 8-Bit-Computer
  - 16-Bit-Computer
- Kleinrechentechnik
- Großrechentechnik
- westliche Rechentechnik
- Steuerungs- und Automatisierungstechnik
- Betriebsdatentechnik, Datenübertragung, Netzwerke
- Kleine Drucker
- Plotter und grafische Geräte
- Schreibmaschinen
- Fernsprech- und Fernschreibtechnik
- Messtechnik/Analysetechnik
- Konsumgüterelektronik und Werbematerialien
- Elektronik/Technologische Spezialausrüstungen
- sonstige Technik

Neben den technischen Zeitzeugnissen sammelt das Museum auch die zur Wiederinbetriebsetzung erforderlichen Ersatzteile, Software und Dokumentationen. Letztere werden nach und nach digitalisiert und auf der Webseite der Arbeitsgemeinschaft barrierefrei für Forschungszwecke zur Verfügung gestellt.
Das Museum finanziert sich momentan rein privat. 
Es ist das einzige Museum rein für Rechentechnik/Elektronik in Sachsen-Anhalt. Es werden gute Kontakte zu den Technischen Sammlungen Dresden, dem Industriemuseum Chemnitz sowie einigen weiteren Institutionen gepflegt.

## Museumsgebäude
Das Museum befindet sich in einer ehemaligen Kaufhalle in der Saalfelder Straße 11 in Halle (Saale). Die Ausstellungsfläche umfasst momentan ca. 520 m² und ist darauf ausgelegt, weitestgehend barrierefrei für Rollstuhlfahrer zu sein. Lediglich zum Befahren des Doppelfußbodenbereiches ist eine Rampe nötig. Probleme im Bereich der Behindertenfreundlichkeit gibt es derzeit noch bei den sanitären Einrichtungen.